# Zanac
Zanac (Japans: ザナック; ook wel Zanac A.I.) is een door het Japanse Compile ontwikkeld verticaal scrollend shoot 'em up arcade computerspel uit 1986. Het spel werd uitgebracht door het Japanse Pony Inc.
Zanac werd oorspronkelijk uitgebracht op het MSX-platform in Japan en Europa. Na het daverende succes van het spel werd deze geconverteerd, maar niet voordat het spel enkele spelaanpassingen had ondergaan, naar het Nintendo NES en Famicom Disk System, een NES met diskdrive-uitbreiding, die enkel in Japan verkrijgbaar was. De NES-versie werd vervolgens verder aangepast en verscheen uiteindelijk als Zanac Ex exclusief voor de MSX2-computer.
Zanac is bekend vanwege haar unieke gebruik van artificiële intelligentie (AI)-programmeercodes. Acties van spelers [waaronder, maar niet uitsluitend beperkt tot, het verkrijgen van powerups, het vernietigen van vijandige militaire basissen en het gebruik van vuurwapen(kracht)] beïnvloeden de moeilijkheidsgraad van het spel. Afhankelijk van speleracties werden er meer vijanden op het scherm weergeven. De kunstmatige intelligentie werd gereset aan het begin van elk level of wanneer een specifieke vijand, Sart, werd vernietigd. Het spel bestaat uit 12 levels.

## Platforms
| Jaar | Platform              |
| ---- | --------------------- |
| 1986 | MSX                   |
| 1987 | NES                   |
| 2001 | Palm OS               |
| 2007 | Virtual Console (Wii) |
| 2010 | PlayStation Network   |

## Ontvangst
| Beoordeeld door       | Jaar | Platform            | Score |
| --------------------- | ---- | ------------------- | ----- |
| The Video Game Critic | 2006 | NES                 | 100%  |
| Hardcore Gaming 101   | 2000 | NES                 | 100%  |
| All Game Guide        | 1998 | NES                 | 80%   |
| Video Game Den        | 2011 | NES                 | 80%   |
| GameSpot              | 2007 | Wii Virtual Console | 75%   |
| Nintendo Life         | 2007 | Wii Virtual Console | 70%   |
| IGN                   | 2007 | Wii Virtual Console | 65%   |